# Centaurea aegialophila
Centaurea aegialophila ist eine Pflanzenart aus der Gattung Centaurea.

## Merkmale
Centaurea aegialophila ist ein ausdauernder Rosetten-Hemikryptophyt, der Wuchshöhen von 3 bis 5, selten bis 20 Zentimeter erreicht. Die Blätter sind grau spinnwebig und leierförmig. Sie besitzen 0 bis 4 Seitenfiedern und eine lanzettliche Endfieder. Die Blütenkörbchen haben einen Durchmesser von 13 bis 16, selten bis 18 Millimeter. Die Blüten sind purpurn. Die Hüllblätter sind breit eiförmig. Ihr Rand ist durchsichtig und undeutlich gezähnt. Der Enddorn der Anhängsel der Hüllblätter hat eine Länge von 1 bis 4 Millimetern. Der Pappus ist rötlich und dreimal so lang wie die Frucht. Seine äußersten Haare sind federig, die innere Reihe besteht aus glatten, pfriemlichen, ganzrandigen Borsten.
Die Blütezeit reicht von März bis August.
Die Chromosomenzahl beträgt 2n = 22.

## Vorkommen
Centaurea aegialophila kommt im östlichen Mittelmeerraum vor. Die Art wächst auf Sandküsten (am Meer).

## Belege
1. 1 2 3 4  Ralf Jahn, Peter Schönfelder: Exkursionsflora für Kreta. Mit Beiträgen von Alfred Mayer und Martin Scheuerer. Eugen Ulmer, Stuttgart (Hohenheim) 1995, ISBN 3-8001-3478-0, S. 328.
2. ↑  Centaurea aegialophila bei Tropicos.org. In: IPCN Chromosome Reports. Missouri Botanical Garden, St. Louis